# Морозовка (Болотнинский район)
Морозовка — исчезнувшая деревня в Болотнинском районе Новосибирской области. На момент упразднения входила в состав Кунчурукского сельсовета. Исключена из учётных данных в 1971 году.

## География
Располагалась на левом берегу реки Большая Чёрная, в 3 км к северо-западу от деревни Большая Чёрная.

## История
Посёлок Морозовский был основан в 1910 г. В 1926 году состоял из 19 хозяйств. В административном отношении входил в состав Чёрного сельсовета Болотнинского района Томского округа Сибирского края.
Решением Новосибирского облисполкома от 27.09.1971 г. № 650 деревня Морозовка исключена из учётных данных как фактически не существующая.

## Население
По переписи 1926 г. в посёлке проживало 94 человека (51 мужчина и 43 женщины), основное население — русские.